# Języki wajnachskie
Języki wajnachskie – kontinuum językowe w obrębie rodziny czy podrodziny nachskiej. Tworzą je:
- język czeczeński – około 950 tys. użytkowników.
- język inguski – około 230 tys. użytkowników